# Luuna
Luuna (2002) ist eine französische Comic-Serie des Autors Didier „Crisse“ Chrispeels und des Zeichners Nicolas Keramidas. Sie behandelt die junge Indianerin Luuna, die am Ende ihrer Kindheit Hinweise auf die religiöse Verschwörung eines feindlichen Stammes stößt, den sie mit ihren treuen Freunden – den Tieren des Waldes – abzuwehren versucht.
In Deutschland wurde der erste Band von Luuna im Carlsen-Comicmagazin „Magic Attack“ abgedruckt. 2007/08 wurden die Einzelbände der Serie als Hardcover im Splitter Verlag veröffentlicht.

## Einzelbände
Die Serie ist abgeschlossen und umfasst fünf Bände. Des Weiteren existieren in der französischen Originalausgabe ein Artbook sowie ein Sammelband.
| Band (Jahr) | Französischer Titel         | Deutscher Titel              |
| ----------- | --------------------------- | ---------------------------- |
| 1 (2002)    | La Nuit des totems          | Die Nacht der Totem          |
| 2 (2003)    | Le Crépuscule du lynx       | Die Dämmerung des Luchses    |
| 3 (2004)    | Dans les traces d'Oh-Mah-Ah | Auf den Spuren des Oh-Mah-Ah |
| 4 (2006)    | Pok-Ta-Pok                  | Pok-Ta-Pok                   |
| 5 (2007)    | Le Cercle des miroirs       | Der Spiegelkreis             |